# René Mayer
René Mayer (Parigi, 4 maggio 1895 – Parigi, 13 dicembre 1972) è stato un politico francese.
È stato Presidente del Consiglio della Francia e Presidente dell'Alta autorità della Comunità europea del carbone e dell'acciaio.
Lasciato l'incarico di Direttore della Banca Rothschild di Francia, è divenuto Presidente del Consiglio della Francia dall'8 gennaio al 28 giugno 1953, anno in cui De Gaulle si ritira dalla scena politica per ritornarvi nel 1958 come Primo Ministro.